# أشتات

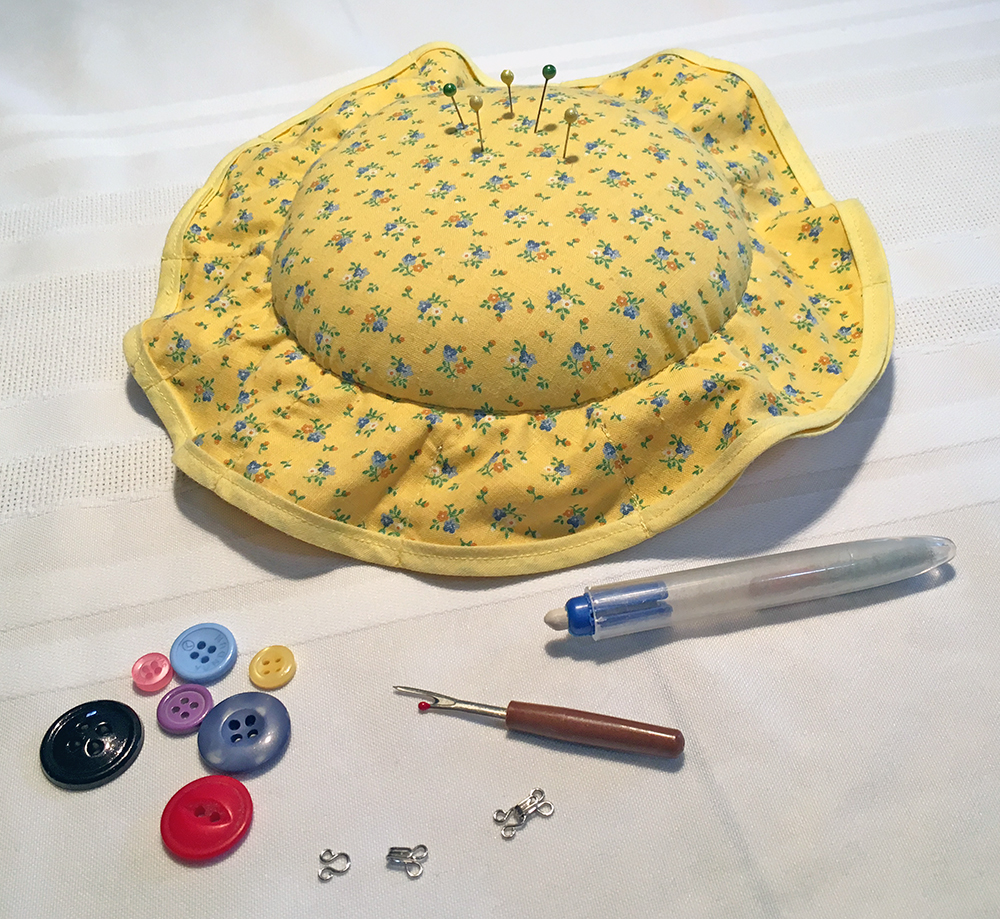
بعض الأشتات: وسادة دبابيس ودبابيس وأزرار وخطافات وطباشير الخياطة

الأشتات أو النثريات في الخياطة والخردوات أشياءٌ أو ملحقات صغيرة مثل العناصر التي تُخاط أو تُرفق بطريقة أخرى بالملابس أو المَخيطات، مثل الأزرار والمثبتات ومثبتات الياقات. تشمل الأشتات الأدوات الصغيرة المستخدمة في الخياطة أيضًا مثل الإبر والخيوط والدبابيس وأقلام الوسم والكسارات والمَطُوط ومِفك الدرزة. يُستخدم هذا الاسم دائمًا في صيغة الجمع.